# Кистафин, Ержан Сансызбаевич
Ержан Сансызбаевич Кистафин (каз. Ержан Сансызбайұлы Қыстафин; род. 8 октября 1978, Караганда, Казахская ССР, СССР) — казахстанский дипломат, Чрезвычайный и Полномочный Посол Казахстана в Пакистане (с 2021 года).

## Биография
Окончил Карагандинский государственный университет им. Е. Букетова по специальности «Юрист-международник» и магистратуру Европейского института международных стратегических исследований (Брюссель).
1999 год — судебный пристав управления юстиции города Астаны. Затем работал в департаменте юридической службы Министерства финансов Казахстана.
2001—2002 годы — атташе международно-правового департамента Министерства иностранных дел Казахстана (МИД РК).
2002—2005 годы — третий секретарь, начальник юридического отдела аппарата МИД РК.
2005—2007 годы — начальник управления государственного языка и юридической экспертизы МИД РК.
2007—2009 годы — заместитель директора департамента администрации МИД РК.
2009—2010 годы — директор департамента администрации МИД РК.
2010—2015 годы — советник-посланник посольства Казахстана в Бельгии.
2016—2019 годы — руководитель департамента администрации и контроля МИД РК.
2019 — май 2021 года — советник-посланник посольства Казахстана в США.
С 18 мая 2021 года — Чрезвычайный и Полномочный Посол Республики Казахстан в Исламской Республике Пакистан.